# Aarhus Teater
Het Aarhus Teater in Aarhus is het grootste provinciale theater in Denemarken. Het huidige theater werd aan het eind van de 19e eeuw gebouwd ter vervanging van het oude theater, dat de bijnaam Svedekassen (Het Zweethok) had gekregen. Aangezien Aarhus in de loop van de 19e eeuw was uitgegroeid tot de grootste stad van Jutland, was het oude theater te klein geworden om aan de vraag van het publiek te voldoen. Er werd een nieuw gebouw ontworpen door de Deense architect Hack Kampmann (1856-1920), en de bouw begon op 12 augustus 1898. Slechts twee jaar later was het theater van Aarhus klaar en werd het op 15 september 1900 ingehuldigd.
De bouwstijl van het gebouw is Art Nouveau, met de nationaal-romantische nadruk op natuurlijke materialen, en het interieurontwerp is van de hand van de kunstenaars Hansen Reistrup en Hans Tegner. In 2007 kreeg het Aarhus Teater een audio make-over. Het theater biedt ook twee 4-jarige programma's voor studenten om zich te bekwamen in acteren of het schrijven van toneelstukken.
Het Aarhus Teater wordt bezocht door 100.000 bezoekers per jaar. Er worden ongeveer 450 voorstellingen gegeven in een twintigtal producties, met een sterke nadruk op originele producties. Het theater heeft een groot ensemble van vaste acteurs. Het heeft zijn eigen timmer-, schilder- en kleermakersateliers en een rekwisietenwerkplaats. Er zijn ongeveer 80 personeelsleden in vaste dienst, naast een groot aantal tijdelijke krachten.

## Zalen
Het theater heeft vijf podia onder haar dak. De podia zijn in de loop der tijd verbouwd of gerenoveerd om aan de huidige eisen van het theater te voldoen.
- Grote zaal, dat oorspronkelijk het enige podium was met 1000 zitplaatsen (thans 700 zitplaatsen).
- Scala, toegevoegd in het begin van de jaren 1950 (270 zitplaatsen)
- Studio, 1968 (voor ca. 100 personen)
- Knipsels, 1982 (voor ca. 100 personen)
- Cabaretpodium, geopend in 1990 (voor ca. 100 personen)

## Galerij

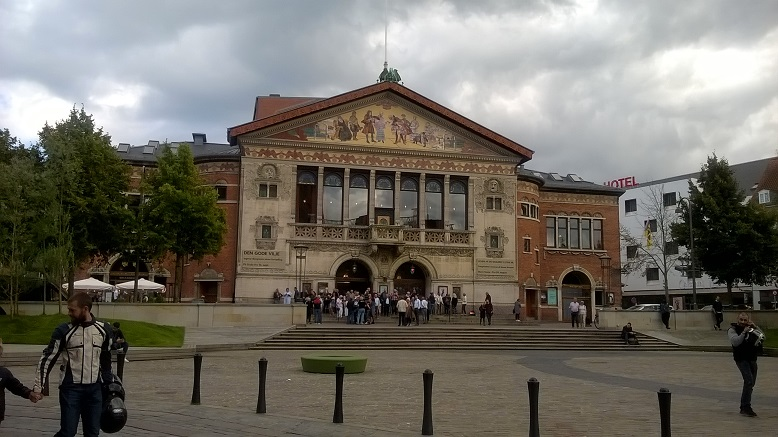
Aarhus Teater gevel tegenover Bispetorv.
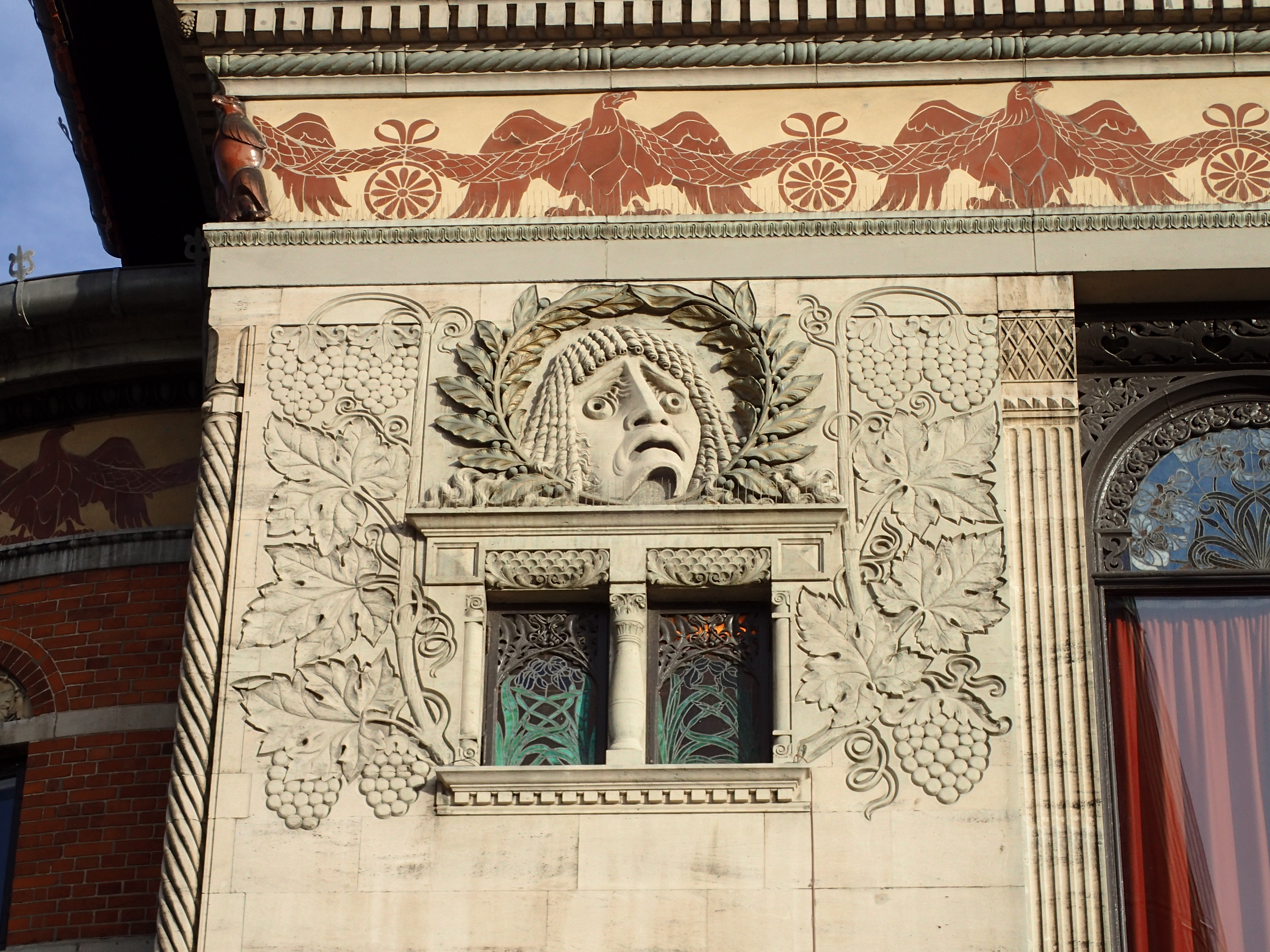
Reliëf op de gevel
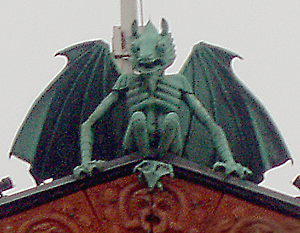
Figuur op de gevel
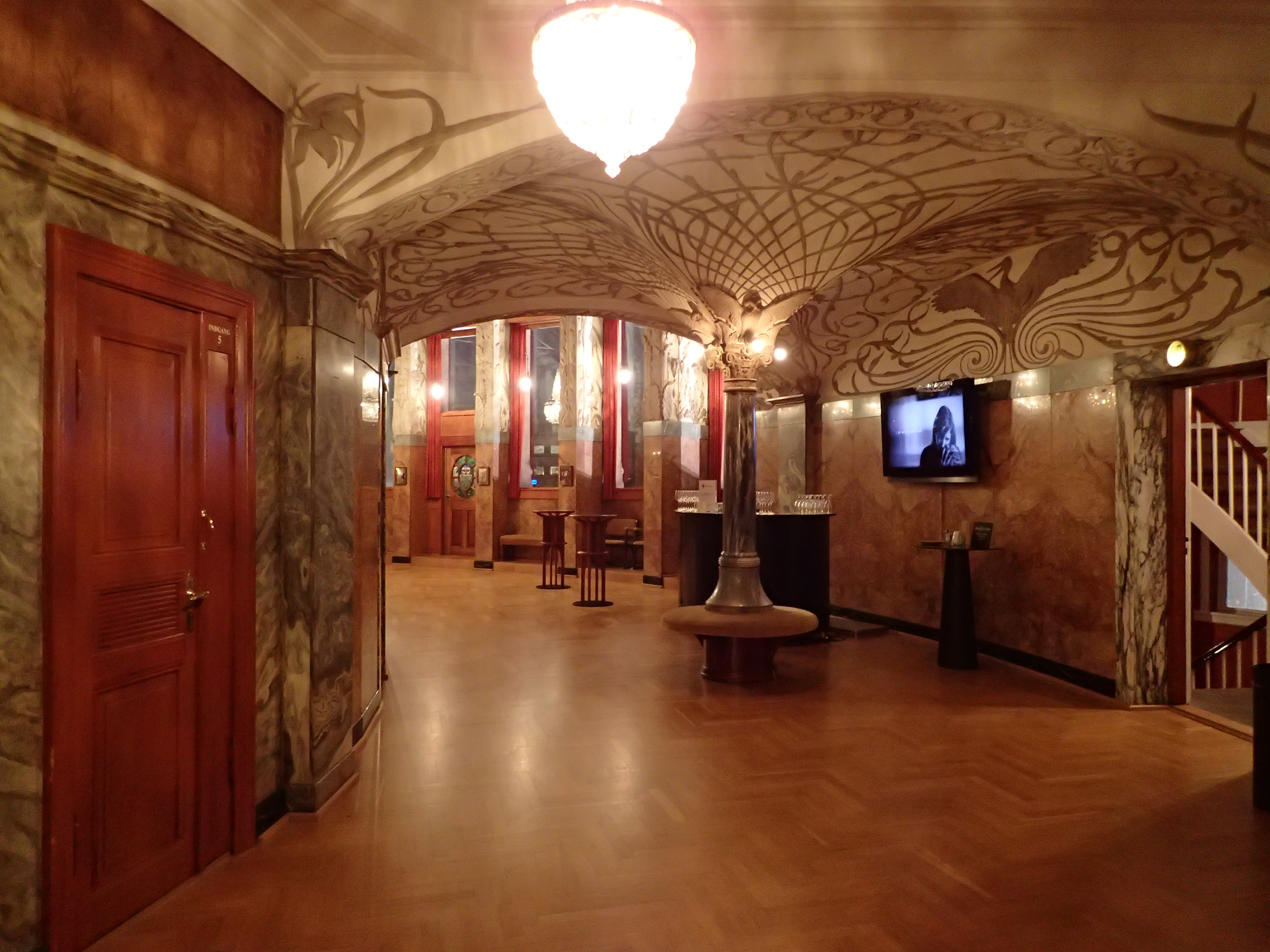
Publieke zalen
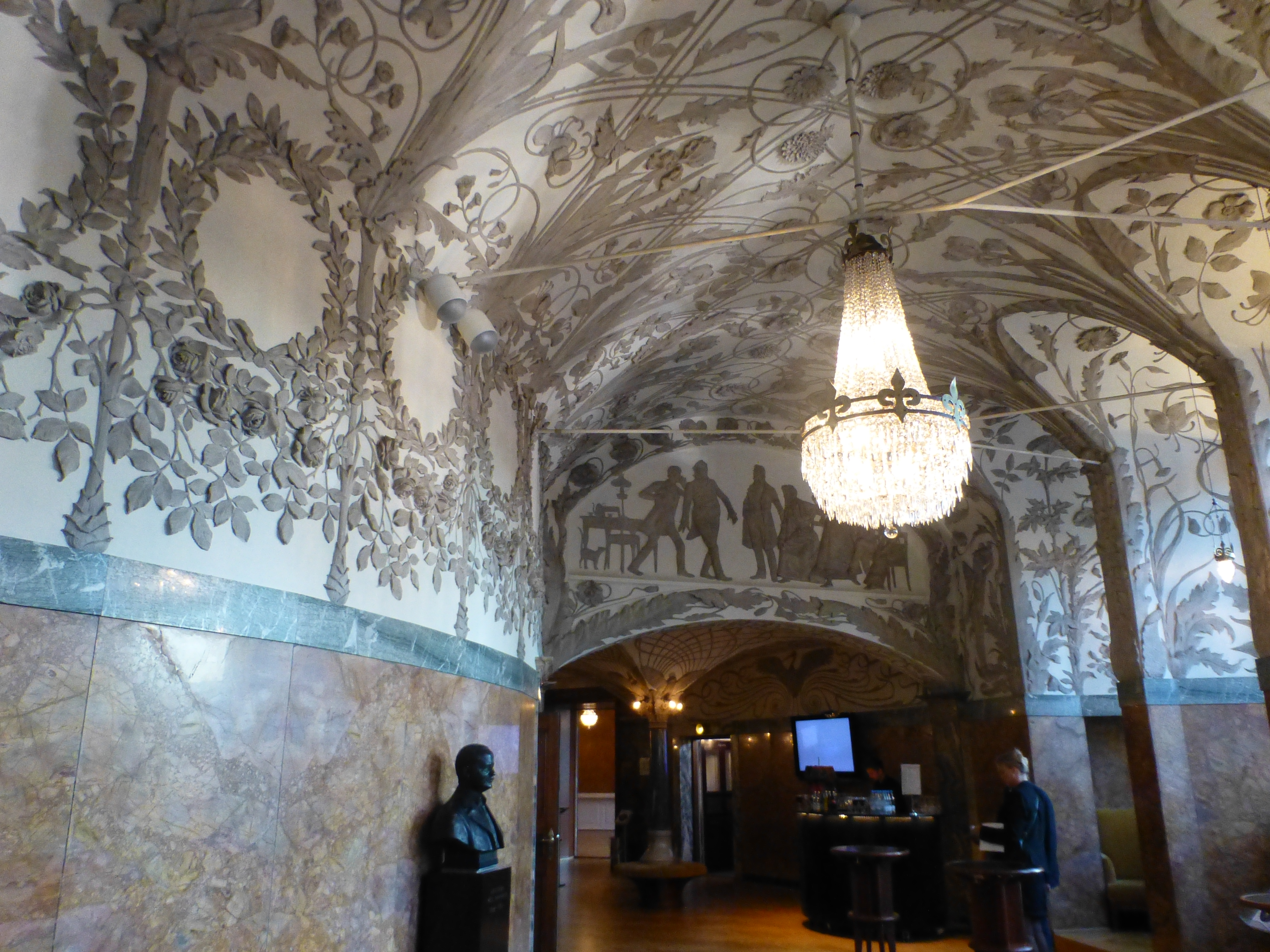
Het plafond in het publieksgedeelte
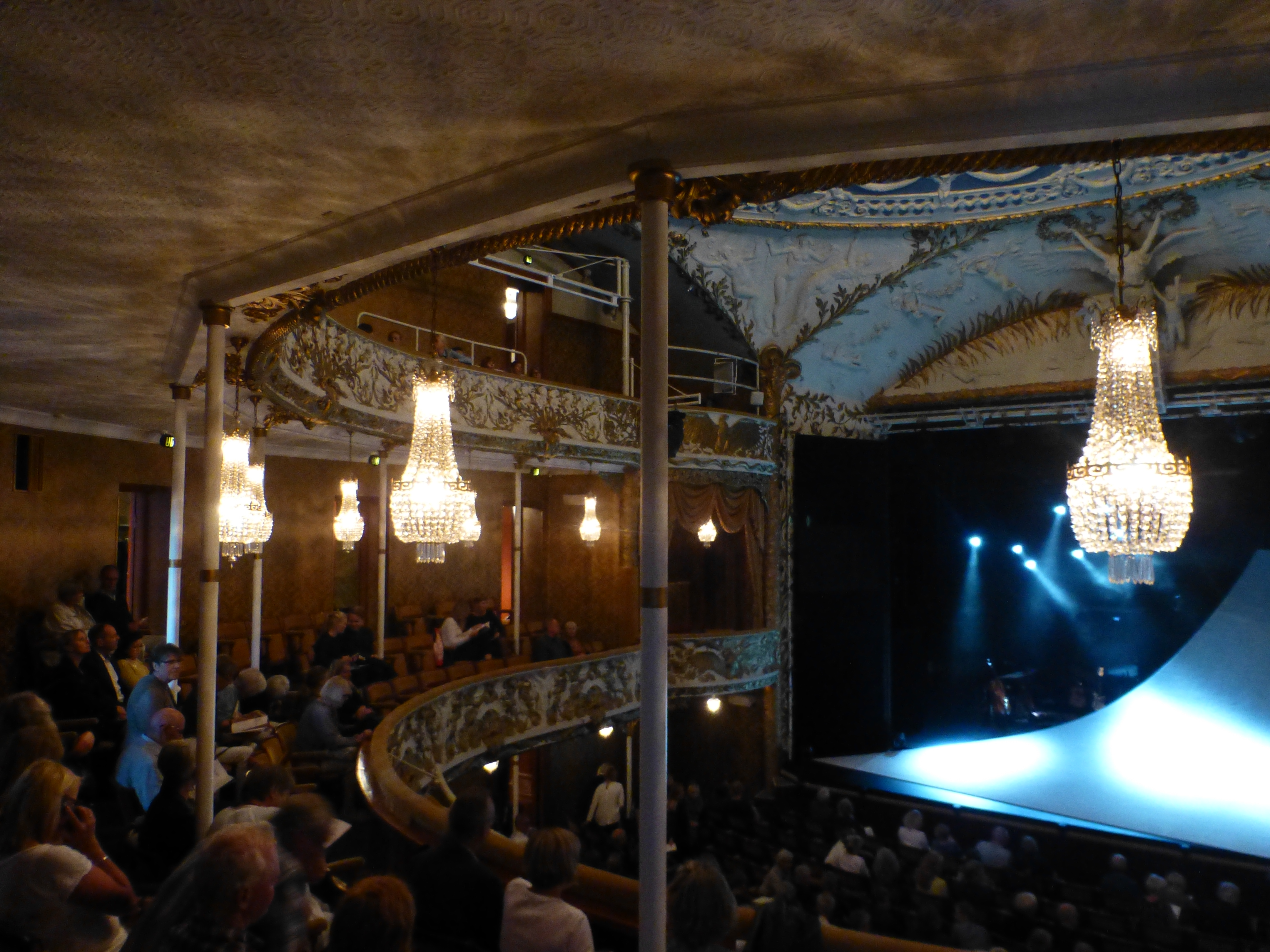
Theaterzaal (Grote zaal)